# Терваярви (озеро, Лоухский район)
Терваярви (Терва-ярви) — пресноводное озеро на территории Кестеньгского сельского поселения Лоухского района Республики Карелии.

## Общие сведения
Площадь озера — 1,9 км². Располагается на высоте 266,8 метров над уровнем моря.
Форма озера лопастная, продолговатая: оно более чем на четыре километра вытянуто с запада на восток. Берега изрезанные, каменисто-песчаные, преимущественно возвышенные.
С северо-восточной и юго-восточной стороны в Терваярви впадают две протоки, вытекающие из озёр, соответственно, Ряттилампи и Пиени-Терваярви. Из залива на северной стороне Терваярви вытекает протока без названия, впадающая в озеро Караярви, соединяющееся протокой с озером Аухтиярви. Через последнее протекает река Вуоснайоки, впадающая в реку Кутсайоки, которая, в свою очередь, впадает в реку Тумчу.
В озере расположено не менее шести небольших безымянных островов, рассредоточенных по всей площади водоёма.
Населённые пункты и автодороги вблизи водоёма отсутствуют.
Код объекта в государственном водном реестре — 02020000511102000001144.